# Polenšak
Polenšak – wieś w Słowenii, w gminie Dornava. W 2018 roku liczyła 174 mieszkańców.